# Hygeia at the Solito
Hygeia at the Solito è un cortometraggio muto del 1917 diretto da David Smith.

## Produzione
Il film fu prodotto dalla Vitagraph Company of America (come Broadway Star Features).

## Distribuzione
Distribuito dalla General Film Company, il film - un cortometraggio in due bobine - uscì nelle sale cinematografiche statunitensi il 1º dicembre 1917.